# Comuna Bile, Peremîșleanî
Bile (în ucraineană Біле) este o comună în raionul Peremîșleanî, regiunea Liov, Ucraina, formată din satele Bile (reședința), Homîna și Novosilkî.

## Demografie
Componența lingvistică a comunei Bile
     Ucraineană (99,75%)
     Alte limbi (0,25%)
Conform recensământului din 2001, majoritatea populației comunei Bile era vorbitoare de ucraineană (99,75%), existând în minoritate și vorbitori de alte limbi.